# Phyllophila atrisigna
Phyllophila atrisigna là một loài bướm đêm trong họ Noctuidae.